# بول بيا
بول بيا (بالفرنسية: Paul Biya)‏ (ولد 13 فبراير 1933) هو رئيس الكاميرون منذ 6 نوفمبر 1982. بعد أن كان رئيسًا لوزراء الكاميرون في الفترة من 1975 إلى 1982. وهو ثاني أطول رئيس حكم في أفريقيا، وأطول رئيس وطني غير ملكي يخدم على التوالي في العالم وأقدم رئيس دولة في العالم.
تخرج من معهد العلوم السياسية في باريس عام 1961. لدى عودته إلى البلاد في عام 1962 دخل في خدمة الرئيس أحمدو أهيجو، ليصبح الأمين العام للرئاسة في 1968 ورئيس مجلس الوزراء في عام 1975. في عام 1982 استقال الرئيس بسبب مشاكل صحية واختير بيا خلفا له في عام 1984. تعرض لمحاولة انقلاب بقيادة أهيجو، لكنه واجهها بحملة تطهير ضد كل من تعاطف مع الرئيس السابق. في عام 1992 وبسبب الضغوط الداخلية والخارجية وافق على إجراء انتخابات بمشاركة جميع الأحزاب، لكن وجهت إليه تهمة الاحتيال بسبب الانتصار الكبير الذي حققه. أعيد انتخابه في 1997 و 2004، وسط ادعاءات خطيرة ضده تتهمه بالفساد والغش وبالجرائم ضد الإنسانية.

## روابط خارجية
- بول بيا على موقع الموسوعة البريطانية (الإنجليزية)
- بول بيا على موقع مونزينجر (الألمانية)